# Вулиця Композитора Мейтуса
Ву́лиця Компози́тора Ме́йтуса — вулиця в Голосіївському районі міста Києва, житловий масив Теремки-ІІІ. Пролягає від вулиці Юлії Здановської до вулиці Степана Рудницького.

## Історія
Вулиця отримала назву 1999 року на честь композитора Ю. С. Мейтуса (1903–1997). Забудова вулиці — з 2006 року.